# Східний вітер 4: Легенда про воїна
Східний вітер 4: Легенда про воїна (нім. Ostwind — Aris Ankunft) — німецький художній фільм 2019 року режисера Терези фон Ельц. Фільм є продовженням стрічок «Східний вітер» (2013), «Східний вітер 2» (2015) та «Східний вітер 3: Спадщини Ори» (2017). Прем'єра відбулася 17 лютого 2019 року в Мюнхені. 28 лютого 2019 року фільм вийшов у кінотеатральний прокат.

## Сюжет
Бабуся Марія, Сем та інструктор з верхової їзди Каан разом намагаються врятувати Гут Кальтенбах, який перебуває у фінансовій скруті. Амбітна Ізабель підтримує їх, хоча потай переслідує власні цілі.
Імпульсивна Арі приїжджає до Кальтенбаха на терапію, де у неї відбувається знайомство з Оствіндом, однойменним конем із серії фільмів, а також вона подружилася з коматозною Мікою уві сні. Арі рятує маєток і захищає Оствінда від безжального тренера коней Тордура Торвальдсона. Нарешті Міка виходить з коми і літній фестиваль може відбутися.

## У ролях
| Актор                    | Роль                         |
| ------------------------ | ---------------------------- |
| Луна Паяно               | головна роль Арі             |
| Ганна Бінке              | Міка Шварц                   |
| Амбер Бонґард            | Фанні                        |
| Лілі Епплі               | Ізабелла Гербург             |
| Корнелія Фробесс         | бабуся Ніки Марія Кальтенбах |
| Марвін Лінке             | Сем                          |
| Тіло Прюкнер             | дід Сема Пан Каан            |
| Сабін Тамбреа            | Тордур Торвальдсон           |
| Маріон Алессандра Беккер | Маріанна                     |
| Мерет Беккер             | Брітта                       |
| Тімо Діркес              | Пан Доттервейх               |
| Міхаель А. Грімм         | Пан Фельтског                |
| Ліза Карлстрем           | Пані Ульвеус                 |
| Ніна Кронягер            | мати Ніки Елізабет Шварц     |
| Генрієтта Мораве         | Тінка Андерс                 |
| Детлев Бак               | Доктор Андерс                |

## Виробництво
Зйомки проходили з 3 липня по 31 серпня 2018 року у Північному Гессені та Андалусії. Виробництвом фільму займалася компанія SamFilm у копродукції з Alias Entertainment та Constantin Film.
Німецький рейтинг кіно та медіа FBW у Вісбадені присвоїв стрічці оцінку «особливо цінна».

## Відеогра
До фільму також була випущена однойменна відеогра для різних платформ.